# Piet van Boxtel
Petrus „Piet” Cornelis van Boxtel (ur. 6 października 1902 w Bredzie, zm. 27 sierpnia 1991 tamże) – holenderski piłkarz grający na pozycji pomocnika. W swojej karierze rozegrał 7 meczów w reprezentacji Holandii.

## Kariera klubowa
W swojej karierze piłkarskiej van Boxtel grał w klubie NAC Breda.

## Kariera reprezentacyjna
W reprezentacji Holandii van Boxtel zadebiutował 13 listopada 1927 roku w wygranym 1:0 towarzyskim meczu ze Szwecją, rozegranym w Amsterdamie. W 1928 roku był w kadrze Holandii na igrzyska olimpijskie w Amsterdamie. Od 1927 do 1928 roku rozegrał w kadrze narodowej 7 meczów.